# Пустеля Каспійської низовини
Екорегіон пустелі Каспійської низовини (ідентифікатор WWF: PA1308) охоплює північне та південно-східне узбережжя Каспійського моря, включаючи дельти річок Волги та Уралу в північному регіоні. У той час, як у регіоні випадає відносно низька кількість опадів (менше 200 мм/рік), дика природа підтримується гирлами річок і самим морем. Водно-болотні угіддя є територією міжнародного значення для гніздування та відпочинку птахів. Екорегіон розташований у Палеарктичному царстві та біомі пустель і склерофітних чагарників. Його площа становить 267,300 км2 (103,200 миль2).

## Розташування та опис

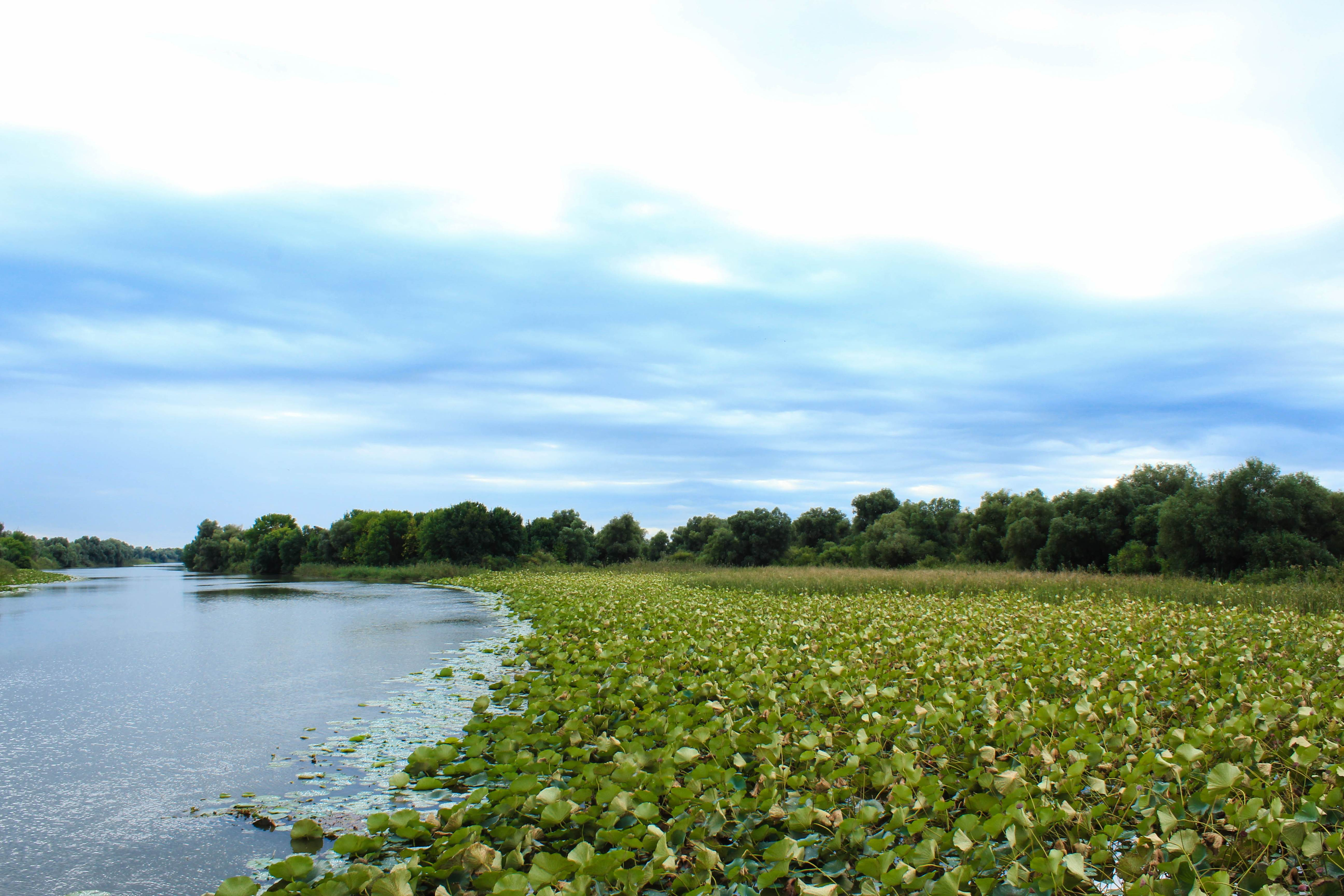
Водно-болотні угіддя в гирлі Волги

Екорегіон розташований в Прикаспійській низовині, регіоні, що раніше був затоплений водами Каспію, поверхня якого зниходиться на висоті 28 м нижче рівня світового океану. Північна ділянка завширшки майже 900 км і тягнеться до 300 км вглиб території Росії та Казахстану. Сектор уздовж південно-східного узбережжя Каспійського моря в основному розташований у Туркменістані. Висота в екорегіоні коливається від -28 до +100 метрів над рівнем моря. Колись ці території були під водою, але в міру того, як море повільно відступило, на осушених територіях сформувався ландшафт з піщаних дюн, хребтів, соляних куполів, солончаків-шорів і глинистих пустель-такирів.

## Клімат
Клімат екорегіону представлений кліматом дельти Волги, в Астраханському природному заповіднику, де клімат прохолодний напівпосушливий (класифікація клімату Кеппена BSk). Цей клімат характеризується високими коливаннями температури, як добовими, так і сезонними; з малою кількістю опадів. Середньорічна кількість опадів на Прикаспійській низовині становить 198 мм. Середня температура січня −4,5 °C (23,9 °F), а в липні становить 25,7 °C (78,3 °F).

## Флора і фауна
У цьому екорегіоні підтримуються як сухі степові, так і прибережні водно-болотні угруповання. Рослинність на південно-східному узбережжі Туркменістану відносно рідкісна, але примітна тим, що в ній наявні спеціалізовані чагарникові та напівчагарникові галофіти (солелюбні рослини), такі як полин (Artemisia) і тетир (Salsola gemmascens). Останній являє собою чагарник, що сягає 0,5 м заввишки.
Узбережжя Каспійського моря є міжнародною територією гніздування та міграції мартинів, крячків та інших водоплавних птахів на шляху міграції Азія-Європа. Птахи, які двічі на рік перетинають цю територію, обчислюються десятками мільйонів. Понад 200 000 особин звичайної лиски (Fulica atra) зимують у південному Хазарському заповіднику.

## Захист
Оцінка 2017 року показала, що 3838 км², або 1 %, екорегіону перебувають в охоронних зонах. 38 % площі екорегіону є відносно незайманим середовищем існування. Є кілька важливих національно охоронюваних територій, які досягають цього екорегіону:
- Астраханський природний заповідник, що охороняє три ділянки островів і боліт дельти Волги.
- Заповідник «Чорні землі», що охороняє природні степові та напівпустельні екосистеми «чорноземного» регіону Прикаспійської низовини.
- Хазарський державний природний заповідник, орнітологічний заповідник на південно-східному узбережжі Каспійського моря, в Туркменістані.
- Водно-болотні угіддя Алаголь, Альмаголь і Аджигол, резерват для багатьох водоплавних птахів у провінції Голестан, на північному сході Ірану.